# Dream Skipper
DREAM SKIPPER – trzeci album japońskiej piosenkarki Nany Mizuki, wydany 27 listopada 2003. Utwór Nocturne -revision- wykorzystano jako opening w OVA Memories Off 2nd. Album sprzedał się w nakładzie 19 518 egzemplarzy.

## Lista utworów
| Nr  | Tytuł                              | Słowa             | Kompozycja        | Aranżacja                     | Czas |
| --- | ---------------------------------- | ----------------- | ----------------- | ----------------------------- | ---- |
| 1.  | "Takaramono" (jap. 宝物)           | Naoko             | Tsutomu Ōhira     | Tsutomu Ōhira                 | 5:11 |
| 2.  | "BE READY!"                        | Toshirō Yabuki    | Toshirō Yabuki    | Toshirō Yabuki                | 4:21 |
| 3.  | "Keep your hands in the air"       | Toshirō Yabuki    | Takahiro Iida     | Takahiro Iida                 | 4:30 |
| 4.  | "still in the groove"              | Toshirō Yabuki    | Toshirō Yabuki    | Toshirō Yabuki                | 4:31 |
| 5.  | "Sabaku no umi" (jap. 砂漠の海)    | Shin'ya Iwaki     | Honma Akimitsu    | Honma Akimitsu, Tsutomu Ōhira | 3:58 |
| 6.  | "Dear to me"                       | Toshirō Yabuki    | Toshirō Yabuki    | Toshirō Yabuki                | 3:50 |
| 7.  | "What cheer?"                      | Toshirō Yabuki    | Takahiro Iida     | Takahiro Iida                 | 4:58 |
| 8.  | "JET PARK"                         | Nana Mizuki       | Takahiro Iida     | Takahiro Iida, Tsutomu Ōhira  | 3:55 |
| 9.  | "White Lie"                        | Naoko             | Akimitsu Honma    | Akimitsu Honma                | 4:26 |
| 10. | "Nocturne -revision-"              | Chiyomaru Shikura | Chiyomaru Shikura | Tsutomu Ōhira                 | 5:02 |
| 11. | "Himawari" (jap. ひまわり)         | Naoko             | Akimitsu Honma    | Akimitsu Honma, Tsutomu Ōhira | 4:19 |
| 12. | "Koishiteru..." (jap. 恋してる...) | Nana Mizuki       | Tsutomu Ōhira     | Tsutomu Ōhira                 | 4:09 |
| 13. | "in a fix"                         | Toshirō Yabuki    | Toshirō Yabuki    | Toshirō Yabuki                | 4:18 |
| 14. | "New Sensation"                    | Toshirō Yabuki    | Toshirō Yabuki    | Toshirō Yabuki                | 4:35 |
| 15. | "refrain -classicｏ-"              | Toshirō Yabuki    | Toshirō Yabuki    | Toshirō Yabuki, Tsutomu Ōhira | 4:55 |